# アレクサンドリーネ・フォン・プロイセン (1842-1906)
アレクサンドリーネ・フォン・プロイセン（ドイツ語: Alexandrine von Preußen, 1842年2月1日 - 1906年3月26日）は、プロイセン王国の王族。全名はフリーデリケ・ヴィルヘルミーネ・ルイーゼ・エリーザベト・アレクサンドリーネ（ドイツ語: Friederike Wilhelmine Luise Elisabeth Alexandrine）。プロイセン王子アルブレヒトの三女で、メクレンブルク公ヴィルヘルムの妻となった。

## 生涯
1842年2月1日、アルブレヒトとその妃であったオランダ王ヴィレム1世の王女マリアンネの間に第4子としてベルリンで生まれた。
1865年12月9日、メクレンブルク公ヴィルヘルムとベルリンで結婚した。夫との間には以下の1女をもうけた。
- フリーデリケ・ヴィルヘルミーネ・エリーザベト・アレクサンドリーネ・アウグステ・マリアンネ・シャルロッテ （1868年 - 1944年） - ロイス＝ケストリッツ侯ハインリヒ18世妃

1906年3月26日、アレクサンドリーネはポツダム近くのマルリー宮殿（Schloss Marley）で死去した。